# Lothar de Maizière
Lothar de Maizière (født 2. marts 1940 i Nordhausen i Thüringen) er en tysk kristeligdemokratisk politiker, som var DDRs sidste og eneste demokratisk udpegede statsminister og efter den tyske genforening føderal minister uden portefølje i Helmut Kohls regering.

## Baggrund og uddannelse
Lothar de Maizière tilhører en adelig fransk hugenottisk familie som kom til Preussen i det 17. århundrede. Han er søn af advokaten Clement de Maizière og nevø af generalen Ulrich de Maizière, som var vesttysk forsvarschef. Hans fætter Thomas de Maizière har siddet i flere af Angela Merkels regeringer. Lothar de Maizière er gift og har tre døtre.
Efter at have taget Abitur i 1958 studerede han fra 1959 til 1965 bratsch ved musikhøjskolen i Østberlin og spillede til 1975 bratsch i flere orkestre. På grund af en nerveskade i armen, som vanskeliggjorde hans virke som musiker, studerede han fra 1969 til 1975  jura ved Humboldt-universitetet og fik i 1975 advokatbevilling. Fra 1987 var han næstformand for advokatkollegiet i Østberlin under Gregor Gysi. Han havde møderet for DDR's højesteret i sager om militær strafferet. Som advokat repræsenterede han hovedsageligt unge, som blev forfulgt, fordi de nægtede at gøre militærtjeneste eller deltog i pacifistiske aktiviteter.

## Politisk karriere
Maizière blev allerede i 1956 medlem af CDU i DDR, et parti hvis politik var at følge det ledende parti, SED's, politik. Hans far var også ledende medlem af CDU i DDR. 
Mellem 1986 og 1990 var han vicepræsident for den protestantiske kirkesynode i DDR.
Efter murens fald blev Lothar de Maizière i slutningen af november 1989 valgt til formand for CDU i DDR, og kort efter udnævnt til minister for kirkespørgsmål og viceformand for ministerrådet (vicestatsminister) i Hans Modrows regering i DDR.
Efter det første og sidste frie valg til Volkskammer (parlamentet), hvor koalitionen Allianz für Deutschland, som hans parti deltog i, vandt en stor sejr, blev han 12. april 1990 valgt til DDR's første og sidste demokratiske formand for ministerrådet (statsminister). Da han stillede op til valg som topkandidat for Allianz für Deutschland, var han forholdsvis ukendt, og den store valgsejr skyldtes hovedsagelig DDR-befolkningens forventninger om tysk genforening og D-marken og ikke mindst Helmut Kohl, som støttede Maizière.
Angela Merkel startede sin politiske karriere som regeringstalsmand for Maizière. Fra august var Maizière også DDR's udenrigsminister.
På genforeningsdagen, den 3. oktober 1990, blev Maizière udnævnt til minister uden portefølje i Helmut Kohls føderale regering. På grund af påstande om samarbejde med Stasi gik han af allerede 17. december 1990. Maizière var medlem af Forbundsdagen fra genforeningen til 15. oktober 1991.
Han er nu formand for Stiftung Denkmalschutz Berlin. Fra 1996 har han arbejdet som advokat i Berlin.